# Hans Helmut Wolff

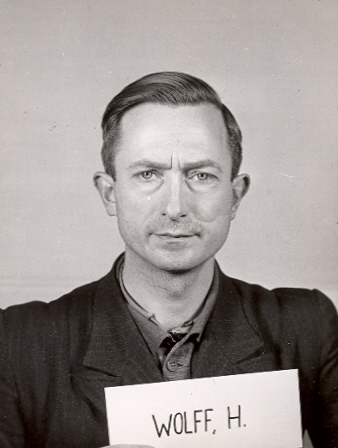
Hans Helmut Wolff nach Kriegsende während der Internierung

Hans Helmut Wolff (* 2. Februar 1910 in Wiehl; † 1. August 1969 in Düsseldorf) war ein deutscher Jurist, Staatsbeamter und SS-Führer, zuletzt SS-Obersturmbannführer (1945).

## Leben und Wirken

### Jugend und Ausbildung
Nach dem Besuch eines Gymnasiums in Gummersbach, den er 1929 mit dem Abitur abschloss, studierte Wolff Rechtswissenschaften an den Universitäten Marburg, München und Köln. Im Oktober 1930 legte er das erste juristische Staatsexamen ab. Anschließend absolvierte er in Koblenz den juristischen Vorbereitungsdienst, den er im Januar 1937 mit der großen juristischen Staatsprüfung abschloss. 
Politisch orientierte Wolff sich spätestens seit den frühen 1930er Jahren an der NS-Bewegung: Im März 1932 wurde er Mitglied der SA. Der Eintritt in die NSDAP erfolgte am 1. Mai 1932 (Mitgliedsnummer 1.111.862).

### Laufbahn in der Gestapo
Anfang März 1937 wurde Wolff Assessor bei der Gestapo in Berlin und wechselte von der SA in die SS (SS-Nr. 290.186). Bei der Gestapo war er zunächst Stellvertreter des Sachgebietsleiters  2 B 3, der für die Personalbehandlung (Pass- und Einreisebestätigung) von Deutschen im Ausland, insbesondere der Emigranten, zuständig war.
Anfang März 1938 wurde Wolff als stellvertretender Leiter der dortigen Staatspolizeistelle nach Halle (Saale) versetzt. Ende August 1939 kam er in der gleichen Funktion nach Frankfurt (Oder). Ende Januar 1940 war Wolff, nun zum Regierungsrat befördert, kommissarischer Leiter der Danziger Gestapo. Von dort wurde er bis September 1941 zum Befehlshaber der Sicherheitspolizei und des SD (BdS) in Den Haag als Leiter der Abteilung IV (Gestapo) abkommandiert. Anschließend wurde er wieder nach Berlin versetzt, wo er bis Anfang 1943 im RSHA vertretungsweise mit Angelegenheiten der Spionageabwehr mit Schwerpunkt Westen befasst war. Im Januar 1943 übernahm er das Referat IV D 3 im Reichssicherheitshauptamt (RSHA), das für die „zentrale staatspolitische Überwachung von Ausländern im Reich“ und die „Betreuung fremdvölkischer Vertrauensstellen“ zuständig war. In dieser Stellung, die er bis ins Frühjahr 1945 innehatte, fiel ihm vor allem die Beaufsichtigung und Betreuung von Osteuropäern (Polen, Russen, Ukrainer) zu, die vor dem Zweiten Weltkrieg nach Deutschland gekommen waren. Im Juni 1944 wurde er als Referatsleiter zum Oberregierungsrat ernannt.
Im März 1945, nach kurzzeitigem Einsatz beim Kommandeur der Sicherheitspolizei und des SD (KdS) Dresden, wurde Wolff als Leiter der Staatspolizeistelle Weimar und Kommandeur der Sicherheitspolizei in Thüringen mit der Aufgabe der Abwicklung dieser Dienststelle eingesetzt: Neben der Verbrennung von belastendem Aktenmaterial war Wolff im März und April 1945 für zahlreiche Erschießungen in seinem Zuständigkeitsgebiet verantwortlich: So ordnete er die Exekution von verschiedenen Wehrmachts- und Polizeiangehörigen sowie von Angehörigen der lokalen Bevölkerung an, bzw. gab derartige Befehle weiter, denen er oder andere „Vergehen“ gegen die Kriegsdisziplin wie Fahnenflucht, Defätismus, mangelnden Durchhaltewillen, Wehrkraftzersetzung oder Feigheit zum Vorwurf machten. Zum Teil nahm er an solchen Erschießungen sogar selbst teil. So gab er beispielsweise den Befehl des Höheren SS- und Polizeiführers der Region zur Erschießung eines Lehrers in Gera weiter, der ein Hitlerbild in seiner Klasse mit dem Begründen, dass die Amerikaner bald da sein würden und dass dann „aufgeräumt“ würde, aus dem Rahmen genommen und durch das Bild eines Hundes ersetzt hatte, an die ihm unterstehende Gestapo-Außenstelle in Gera weiter. Ein amerikanischer Bericht führt elf Personen auf, die auf solche Weise durch Befehle Wolffs zu Tode kamen, außerdem zwei Häftlinge eines Konzentrationslagers, die nach der „Evakuierung“ entkommen waren und von Wolff und seinem Mitarbeiter Kretschmer persönlich erschossen wurden.
Anfang April 1945 befahl er zudem die Liquidierung zahlreicher Häftlinge des Landgerichts- und des Gestapo-Gefängnisses in Weimar. Infolge dieses Befehls wurden insgesamt 149 Häftlinge am 5. April 1945 am Webicht erschossen, darunter sieben Frauen. Die Opfer wurden in Bombentrichtern verscharrt und erst im Juli 1945 exhumiert, kremiert und im August 1946 auf dem Hauptfriedhof Weimar beigesetzt.

### Nachkriegszeit
Bei Kriegsende wurde Wolff durch die US-Army interniert. In der Folge wurde er im Rahmen der Nürnberger Prozesse als Zeuge vernommen. Nachdem er im Oktober 1947 aus dem Internierungslager Dachau hatte entkommen können, gelang es ihm, unter dem Pseudonym Kuhnke in Düsseldorf unterzutauchen. Dort verdiente er seinen Lebensunterhalt in der Folgezeit in unterschiedlichen Tätigkeitsbereichen beim britischen Militär. Nach einer ab 1950 erfolgten Beschäftigung als Fremdsprachenkorrespondent wurde Wolff mit Beginn des Jahres 1954 Geschäftsführer bei einer Kommanditgesellschaft und wurde dort 1956 Komplementär.